# Шорохов, Пётр Михайлович

Генерал-майор П. М. Шорохов

Пётр Миха́йлович Шо́рохов (1840, Семипалатинск — 1914, Ташкент) — русский генерал, участник Среднеазиатских походов.

## Биография
Пётр Михайлович Шорохов родился в Семипалатинске в 1840 году.
Учился в Сибирском Кадетском Корпус в городе Омске.
Дальнейшую службу проходил в различных саперных батальонах. Участвовал практически во всех походах по завоеванию Средней Азии от Верного (ныне Алма-Ата) до Коканда и Бухары. Участвовал во взятии городов-крепостей Пишпека, Чимкента, Ташкента, Коканда и других.
Дослужился до звания генерал-майор. Высочайшим приказом от 18.6.1906 уволен с производством в генерал-лейтенанты, с мундиром, пенсией, сохранением оружия и регалий.
Похоронен в 1914 году в Ташкенте на Боткинском кладбище в фамильном склепе Гориздро.

## Награды
- Кавалер Ордена Святого Георгия 4-й степени[2].

## Участие в боевых действиях[3]
- 1860 г. С 13.8. в экспедиции под начальством полковника Генерального Штаба Циммермана за реку Чу для наказания кокандцев за наглое их вторжение; 26.8. при взятии и разрушении укрепления Токмак, 4.9. при взятии после пятидневной осады крепости Пишпек и с 12.9. в обратном движении к укреплению Верное; 18-20.10. в действии Закаспийского отряда против вторгшихся 20-тысячного скопища кокандцев и зачуйских киргизов и изгнании их.
- 1862 год. С 11.4. по 15.5. в сосредоточенном у Каспока особом отряде для рекогносцировки Зачуйской стороны, переправе через р. Чу и дальнейшем движении к Пишпеку, трехдневной перестрелке и рекогносцировке этой крепости, возвращении и расформировании отряда; 5.10.-10.11. в сосредоточенном у Каспока особом отряде для взятия и разрушения крепости Пишпека после 11-дневной осады.
- 1864 год. Со 2.5. в движении от укрепления Верное, в деле с кокандцами при Аулиэ-Ата на рекогносцировке этой крепости и при взятии оной и города штурмом 4.5.
- 1865 год. С 7.5. в движении к Ташкенту, 8.5. в рекогносцировке Ташкента, 9.5. в деле под Ташкентом, 17-18.5. в движении к Чиназу и занятии его, 18.6.-14.7. в расположении под Ташкентом, 15-17.7. в штурме и взятии Ташкента.
- 1866 год. 12-19.1. в сосредоточении войск в укреплении Чинази переправе через р. Сыр-Дарью, 30.1.-6.2. в движении к крепости Джизак, 8-дневной перестрелке с бухарцами в лагере под Джизаком, 9.2. в ускоренной фуражировке отряда под начальством полковника Фавицкого и подполковника Назарова, 11.2. в перестрелке с бухарцами при отступлении от Джизака, 11-14.2. в возвращении на Сыр-Дарью, 14.2.-5.4. в расположении лагерем на Сыр-Дарье. С 5.4. в усиленной рекогносцировке под начальством генерал-майора Решетовского к урочищу Мурза-рабат, 7.5. в движении отряда под его же начальством к Ирджару, 18-19.5. в рекогносцировке Ходжента и 24.5. взятии его штурмом. С 20.9. в движении отряда под начальством генерал-майора Решетовского к Ура-Тюбе и Джизаку, 23.9. в рекогносцировке Ура-Тюбе под начальством полковника графа Воронцова-Дашкова, 24.9.-2.10 в осаде Ура-Тюбе, 12-18.10. в осаде Джизака, 18.10. — в штурме и занятии его.
- 1868 год. 1.5. в штурме Самаркандских высот, 23.5. в перестрелке под Калмы-Курганоми отражении неприятельского нападения на лагерь, 2.6. в бою на Зерабуланских высотах и 8.6. во вторичном взятии Самарканда. В том же году в Джамском отряде при расположении лагерем, с 15.8. по 20.10. в движении к шахризябскому городу Каргил и при взятии оного.
- 1870 год. В экспедиции к верховьям реки Заравшан, с 15.4. по 1.5. в движении отряда к селению Обурдан, 20-23..5. к селению Польдораку, 27 и 31.5. через снежный перевал Кырк-Булак к селению Тавут, 1-4.6. в обратном движении к селению Обурдану, 4-7.6. к селению Варзы-Шинару, 12-14.6. по весьма трудной и опасной горной тропе к озеру Исклидер-Ккули, 18-19.6. к крепости Сарвары, 20-24.6. вверх по реке Яшаву горами через трудный перевал к селению Кштут, 25.6. в движении через Кштутский перевал и в 4-часовой атаке Кштутского ущелья и снежных гор, занятых 2000 неприятелей, 25-27.6. в движении к Самарканду; 7-8.8. в движении отряда от Самарканда к Джаму, 9-11.8. по Джамскому ущелью до селения макрит, 11.8. к Урус-Кишлаку с перестрелками, 12.8. в рекогносцировке г. Шахризябца,. 13.8. при осаде города с сильной перестрелкой, 14.8. при штурме наружной стены г. Шахризябца и г. Китаба, 22-26.8. в обратном движении к Самарканду.
- При рекогносцировке Кштутского бекства 25.6.1870 тяжело ранен ружейною пулею во внутренний угол левого глаза.

За отличие при взятии Ходжента награждён орденом св. Станислава 3 ст. с мечами и бантом 12.4.1867. 
За отличие при штурме крепости Ура-Тюбе в 1866 г. награждён орденом св. Владимира 4 ст. с мечами и бантом 7.10.1867. 
За отличие в деле 2.6.1868 награждён орденом св. Станислава 2 ст. с мечами 3.9.1869.
За отличие при занятии бухарского города Карши награждён орденом св. Станислава с Императорской короной и мечами 17.8.1870.
Награждён орденом св. Анны 2 ст. 25.12.1890. назначен командиром 152 пехотного Владикавказского генерала Ермолова полка 4.4.1894.
Награждён орденом св. Владимира 3 ст. 11.2.1896.
Награждён серебряной медалью в память царствования Императора Александра III 17.3.1896, серебряной медалью за походы в Среднюю Азию 1853-1895 гг. 14.7.1896.
Награждён орденом св. Станислава 1 ст. 6.12.1902.
Награждён орденом св. Анны 1 ст. 6.12.1905.

## Интересные факты
Невестка Петра Михайловича — Антонина Алексеевна была известным ташкентским врачом, профессором.